# Thomas Job
Thomas Job (Douala, 20 de agosto de 1984) es un exfutbolista camerunés que jugaba en la posición de mediocampista. Realizó toda su carrera profesional en Italia y Hungría. Representó a Camerún en las categorías juveniles a nivel internacional. Estuvo involucrado en el Passaportopoli de 2001 y en el Scommessopoli de 2011, dos escándalos deportivos.

## Trayectoria
Job llegó a la Sampdoria en 1999, proveniente de Camerún. Al año siguiente su nombre quedó vinculado al escándalo de los pasaportes falsos, debido a que se descubrió que el joven jugador usaba un pasaporte portugués falsificado, lo que le hubiese permitido jugar en varios países de Europa sin ocupar cupo de extranjero. A causa de ello recibió una suspensión de seis meses. 
Pudo debutar con el equipo profesional de la Sampdoria en la temporada 2001-02 de la Serie B. Fue luego cedido al Cremonese, regresando a la Sampdoria en 2003, lo que le permitió disputar 3 encuentros de la Serie A en la temporada 2003-04.
Job retornaría a la Serie B en 2004, jugando allí los siguientes dos años hasta que en agosto de 2006 fue enviado al Ascoli, que en ese momento militaba en la Serie A. Sumó 4 partidos más en la máxima categoría del fútbol italiano, antes de volver a descender un escalón.
Cuando se destapó el escándalo del fútbol italiano 2011-12 en agosto de 2011, fue acusado de haber sido cómplice del amaño de un partido del Grosseto contra el Torino, motivo por el cual al año siguiente fue suspendido por 3 años y 6 meses para jugar profesionalmente en Italia. El camerunés apeló la sanción y en marzo de 2013, luego de que su caso fuese revisado, fue rehabilitado para volver a las canchas.
El Bologna lo contrató por un año, pero lo terminó cediendo por ese lapso al Honvéd Budapest de la máxima categoría húngara. 
En sus últimos años como jugador profesional compitió en categorías menores del ascenso italiano. 

## Selección nacional
Job jugó con la selección de fútbol de Camerún Sub-20 en 2001 y con la Sub-23 en 2004.